# Liste des candidats à l'élection générale québécoise de 2008
Cette liste des candidats à l'élection générale québécoise de 2008 indique l'ensemble des personnes étant officiellement candidates à l'élection générale québécoise de 2008 pour chacune des circonscriptions électorales du Québec. Les circonscriptions sont classées par région administrative.
Jusqu'à ce que le Directeur général des élections publie la liste officielle des candidats, les informations contenues sur cette page son basées sur les informations fournies par les partis politiques ainsi que les médias. Les citoyens du Québec ont jusqu'au 22 novembre 2008 pour déposer une mise en candidature.
| Aller aux circonscriptions d'une région |
| --- |
| Abitibi-Témiscamingue • Bas-Saint-Laurent • Capitale-Nationale • Chaudière-Appalaches • Centre-du-Québec Côte-Nord • Estrie • Gaspésie—Îles-de-la-Madeleine • Laval • Lanaudière • Laurentides • Mauricie • Montérégie • Montréal • Nord-du-Québec • Outaouais • Saguenay—Lac-Saint-Jean • |
| Aller directement à une circonscription |
| Abitibi-Est • Abitibi-Ouest • Acadie • Anjou • Argenteuil • Arthabaska • Beauce-Nord • Beauce-Sud • Beaucharnois • Bellechasse • Berthier • Bertrand • Blainville • Bonaventure • Borduas • Bourassa-Sauvé • Bourget • Brome-Missisquoi • Chambly • Champlain • Chapleau • Charlesbourg • Charlevoix • Châteaugay • Chauveau • Chicoutimi • Chomedey • Chutes-de-la-Chaudière • Crémazie • D'Arcy-McGee • Deux-Montagnes • Drummond • Dubuc • Duplessis • Fabre • Frontenac • Gaspé • Gatineau • Gouin • Groulx • Hochelaga-Maisonneuve • Hull • Huntingdon • Iberville • Îles-de-la-Madeleine • Jacques-Cartier • Jean-Lesage • Jeanne-Mance—Viger • Jean-Talon • Johnson • Joliette • Jonquière • Kamouraska-Témiscouata • Labelle • Lac-Saint-Jean • LaFontaine • La Peltrie • La Pinière • Laporte • La Prairie • L'Assomption • Laurier-Dorion • Laval-des-Rapides • Laviolette • Lévis • Lotbinière • Louis-Hébert • Marguerite-Bourgeoys • Marguerite-D'Youville • Marie-Victorin • Marquette • Maskinongé • Masson • Matane • Matapédia • Mégantic-Compton • Mercier • Milles-Îles • Mirabel • Montmagny-L'Islet • Montmorency • Mont-Royal • Nelligan • Nicolet-Yamaska • Notre-Dame-de-Grâce • Orford • Outremont • Papineau • Pointe-aux-Trembles • Pontiac • Portneuf • Prévost • René-Lévesque • Richelieu • Richmond • Rimouski • Rivière-du-Loup • Robert-Baldwin • Roberval • Rosemont • Rousseau • Rouyn-Noranda—Témiscamingue • Saint-François • Saint-Henri—Sainte-Anne • Saint-Hyacinthe • Saint-Jean • Saint-Laurent • Sainte-Marie—Saint-Jacques • Saint-Maurice • Shefford • Sherbrooke • Soulanges • Taillon • Taschereau • Terrebonne • Trois-Rivières • Ungava • Vachon • Vanier • Vaudreuil • Verchères • Verdun • Viau • Vimont • Westmount—Saint-Louis |

## Sommaire des candidatures
| Parti | Parti                              | Nombre de candidats | Nombre de candidats | Nombre de députés sortants |
| Parti | Parti                              | 2008                | 2007                | Nombre de députés sortants |
| ----- | ---------------------------------- | ------------------- | ------------------- | -------------------------- |
|       | Parti libéral du Québec            | 125                 | 125                 | 48                         |
|       | Action démocratique du Québec      | 125                 | 125                 | 39                         |
|       | Parti québécois                    | 125                 | 125                 | 36                         |
|       | Parti vert du Québec               | 80                  | 108                 | -                          |
|       | Québec solidaire                   | 122                 | 123                 | -                          |
|       | Indépendant                        | 30                  | 26                  | -                          |
|       | Parti marxiste-léniniste du Québec | 23                  | 24                  | -                          |
|       | Parti indépendantiste (2008)       | 19                  | -                   | -                          |
|       | Parti durable du Québec            | 1                   | -                   | -                          |
|       | Parti république du Québec         | 1                   | -                   | -                          |
| Total | Total                              | 651                 | 680                 | 123                        |

## Bas-Saint-Laurent
|  | Nom                      | Parti               |
|  | ------------------------ | ------------------- |
|  | Claude Béchard (sortant) | Libéral             |
|  | Manon Côté               | Québec solidaire    |
|  | Michel Forget            | Parti québécois     |
|  | Alexie Plourde           | Indépendant         |
|  | Ian Sénéchal             | Action démocratique |

- Voir Matane dans la section Gaspésie—Îles-de-la-Madeleine

|  | Nom                      | Parti               |
|  | ------------------------ | ------------------- |
|  | Ève-Lyne Couturier       | Québec solidaire    |
|  | Danielle Doyer (sortant) | Parti québécois     |
|  | Cindy Rousseau           | Action démocratique |
|  | Jean-Yves Roy            | Libéral             |

|  | Nom                       | Parti               |
|  | ------------------------- | ------------------- |
|  | Frédéric Audet            | Action démocratique |
|  | Raymond Giguère           | Libéral             |
|  | Irvin Pelletier (sortant) | Parti québécois     |
|  | Alain Thibault            | Québec solidaire    |

|  | Nom                    | Parti               |
|  | ---------------------- | ------------------- |
|  | Victor-Lévy Beaulieu   | Indépendant         |
|  | Mario Dumont (sortant) | Action démocratique |
|  | Alain Gagnon           | Vert                |
|  | Stacy Larouche         | Québec solidaire    |
|  | Jean-Pierre Rioux      | Libéral             |
|  | Stephan Shields        | Parti québécois     |

## Saguenay—Lac-Saint-Jean
|  | Nom                       | Parti               |
|  | ------------------------- | ------------------- |
|  | Stéphane Bédard (sortant) | Parti québécois     |
|  | Réjean Godin              | Québec solidaire    |
|  | Jean-Philippe Marin       | Action démocratique |
|  | Joan Simard               | Libéral             |

|  | Nom                      | Parti               |
|  | ------------------------ | ------------------- |
|  | Marie Francine Bienvenue | Québec solidaire    |
|  | Fernand Bouchard         | Indépendant         |
|  | Robert Émond             | Action démocratique |
|  | André Michaud            | Parti québécois     |
|  | Serge Simard             | Libéral             |

|  | Nom                          | Parti               |
|  | ---------------------------- | ------------------- |
|  | Gabrielle Desbiens           | Québec solidaire    |
|  | Sylvain Gaudreault (sortant) | Parti québécois     |
|  | Martine Girard               | Libéral             |
|  | Marc Jomphe                  | Action démocratique |

|  | Nom                          | Parti               |
|  | ---------------------------- | ------------------- |
|  | France Bergeron              | Vert                |
|  | Sylvain Carbonneau           | Action démocratique |
|  | Alexandre Cloutier (sortant) | Parti québécois     |
|  | Pierre Simard                | Libéral             |
|  | Samuel Thivierge             | Québec solidaire    |

|  | Nom                      | Parti               |
|  | ------------------------ | ------------------- |
|  | Jacques Cadieux          | Action démocratique |
|  | Sébastien Girard         | Parti durable       |
|  | Nicole Schmitt           | Québec solidaire    |
|  | Georges Simard           | Libéral             |
|  | Denis Trottier (sortant) | Parti québécois     |

## Capitale-Nationale
|  | Nom                            | Parti               |
|  | ------------------------------ | ------------------- |
|  | Renaud Lapierre                | Parti québécois     |
|  | Catherine Morissette (sortant) | Action démocratique |
|  | Michel Pigeon                  | Libéral             |
|  | Martine Sanfaçon               | Québec solidaire    |

|  | Nom                      | Parti               |
|  | ------------------------ | ------------------- |
|  | Mark Cardwell            | Action démocratique |
|  | Jean-Michel Harvey       | Indépendant         |
|  | André Jacob              | Québec solidaire    |
|  | Pauline Marois (sortant) | Parti québécois     |
|  | Jean Luc Simard          | Libéral             |
|  | David Turcotte           | Vert                |

|  | Nom             | Parti               |
|  | --------------- | ------------------- |
|  | François Aumond | Parti québécois     |
|  | Gérard Deltell  | Action démocratique |
|  | Catherine Flynn | Québec solidaire    |
|  | Sarah Perreault | Libéral             |

|  | Nom                              | Parti               |
|  | -------------------------------- | ------------------- |
|  | José Breton                      | Indépendant         |
|  | Jean-Yves Desgagnés              | Québec solidaire    |
|  | André Drolet                     | Libéral             |
|  | Jean-François Gosselin (sortant) | Action démocratique |
|  | Hélène Guillemette               | Parti québécois     |

|  | Nom                   | Parti               |
|  | --------------------- | ------------------- |
|  | Yves Bolduc (sortant) | Libéral             |
|  | Martin Briand         | Action démocratique |
|  | Marc-André Gauthier   | Québec solidaire    |
|  | Nathalie Gingras      | Vert                |
|  | Neko Likongo          | Parti québécois     |

|  | Nom                  | Parti               |
|  | -------------------- | ------------------- |
|  | Guillaume Boivin     | Québec solidaire    |
|  | Éric Caire (sortant) | Action démocratique |
|  | France Gagné         | Parti québécois     |
|  | France Hamel         | Libéral             |

|  | Nom                 | Parti               |
|  | ------------------- | ------------------- |
|  | Dominique Gautron   | Québec solidaire    |
|  | Sam Hamad (sortant) | Libéral             |
|  | Carl Lavoie         | Vert                |
|  | Françoise Mercure   | Parti québécois     |
|  | Jean Nobert         | Action démocratique |

|  | Nom                     | Parti                        |
|  | ----------------------- | ---------------------------- |
|  | Hubert Benoit (sortant) | Action démocratique          |
|  | Raymond Bernier         | Libéral                      |
|  | Lucie Charbonneau       | Québec solidaire             |
|  | Luc Duranleau           | Parti indépendantiste (2008) |
|  | Jacques Legros          | Vert                         |
|  | Jacques Nadeau          | Parti québécois              |

|  | Nom                         | Parti               |
|  | --------------------------- | ------------------- |
|  | Raymond Francoeur (sortant) | Action démocratique |
|  | André Lavoie                | Québec solidaire    |
|  | Michel Matte                | Libéral             |
|  | René Perreault              | Parti québécois     |

|  | Nom                     | Parti                        |
|  | ----------------------- | ---------------------------- |
|  | Hébert Dufour           | Libéral                      |
|  | Renée-Claude Lizotte    | Action démocratique          |
|  | Agnès Maltais (sortant) | Parti québécois              |
|  | Serge Roy               | Québec solidaire             |
|  | Mélanie Thériault       | Parti indépendantiste (2008) |
|  | Antonine Yaccarini      | Vert                         |

|  | Nom                      | Parti               |
|  | ------------------------ | ------------------- |
|  | Éric Boucher             | Parti québécois     |
|  | Patrick Huot             | Libéral             |
|  | Sylvain Légaré (sortant) | Action démocratique |
|  | Monique Voisine          | Québec solidaire    |

## Mauricie
|  | Nom                           | Parti               |
|  | ----------------------------- | ------------------- |
|  | Luc Arvisais                  | Action démocratique |
|  | Pierre-Michel Auger (sortant) | Libéral             |
|  | Noëlla Champagne              | Parti québécois     |
|  | Myriam Fauteux                | Québec solidaire    |
|  | Jean-Pierre Grenier           | Indépendant         |

|  | Nom                    | Parti               |
|  | ---------------------- | ------------------- |
|  | Julie Boulet (sortant) | Libéral             |
|  | Rémi Francoeur         | Québec solidaire    |
|  | Claude Lessard         | Parti québécois     |
|  | Éric Tapps             | Action démocratique |

|  | Nom                       | Parti               |
|  | ------------------------- | ------------------- |
|  | Jean Damphousse (sortant) | Action démocratique |
|  | Rémy Desilets             | Parti québécois     |
|  | Jean-Paul Diamond         | Libéral             |
|  | Mariannick Mercure        | Québec solidaire    |
|  | Michel Thibeault          | Indépendant         |

|  | Nom                        | Parti               |
|  | -------------------------- | ------------------- |
|  | Yves Demers                | Indépendant         |
|  | Robert Deschamps (sortant) | Action démocratique |
|  | Allison Molesworth         | Québec solidaire    |
|  | Stéphane Normandin         | Vert                |
|  | Claude Pinard              | Parti québécois     |
|  | Céline Trépanier           | Libéral             |

|  | Nom                        | Parti               |
|  | -------------------------- | ------------------- |
|  | Louis Lacroix              | Vert                |
|  | Alex Noël                  | Québec solidaire    |
|  | Sébastien Proulx (sortant) | Action démocratique |
|  | Danielle St-Amand          | Libéral             |
|  | Yves St-Pierre             | Parti québécois     |

## Estrie
|  | Nom                       | Parti               |
|  | ------------------------- | ------------------- |
|  | Mario Charpentier         | Action démocratique |
|  | Diane Cormier             | Québec solidaire    |
|  | Richard Leclerc           | Parti québécois     |
|  | Louise Martineau          | Vert                |
|  | Jacques-Antoine Normandin | Indépendant         |
|  | Pierre Paradis (sortant)  | Libéral             |

- Voir Johnson dans la section Montérégie

|  | Nom                        | Parti               |
|  | -------------------------- | ------------------- |
|  | Gloriane Blais             | Parti québécois     |
|  | Julie Dionne               | Québec solidaire    |
|  | Johanne Gonthier (sortant) | Libéral             |
|  | Samuel Therrien            | Action démocratique |

|  | Nom                   | Parti               |
|  | --------------------- | ------------------- |
|  | Michel Breton         | Parti québécois     |
|  | Louis Hamel           | Vert                |
|  | Pierre Harvey         | Action démocratique |
|  | Pierre Reid (sortant) | Libéral             |
|  | Patricia Tremblay     | Québec solidaire    |

- Voir Richmond dans la section Centre-du-Québec

|  | Nom                               | Parti               |
|  | --------------------------------- | ------------------- |
|  | Monique Gagnon-Tremblay (sortant) | Libéral             |
|  | Réjean Hébert                     | Parti québécois     |
|  | François Mailly                   | Indépendant         |
|  | Vincent Marmion                   | Action démocratique |
|  | Sandy Tremblay                    | Québec solidaire    |

|  | Nom                    | Parti               |
|  | ---------------------- | ------------------- |
|  | Christian Bibeau       | Québec solidaire    |
|  | Jean Charest (sortant) | Libéral             |
|  | Steve Dubois           | Vert                |
|  | Jacques Joly           | Action démocratique |
|  | Laurent-Paul Maheux    | Parti québécois     |
|  | Hubert Richard         | Indépendant         |

## Montréal
|  | Nom                              | Parti               |
|  | -------------------------------- | ------------------- |
|  | Ahamed Badawy                    | Action démocratique |
|  | Marc-André Nolet                 | Parti québécois     |
|  | André Parizeau                   | Québec solidaire    |
|  | Nicolas Rémillard-Tessier        | Vert                |
|  | Christine Saint-Pierre (sortant) | Libéral             |

|  | Nom                      | Parti               |
|  | ------------------------ | ------------------- |
|  | Francine Gagné           | Québec solidaire    |
|  | Jacques Lachapelle       | Action démocratique |
|  | Sylvie Morneau           | Vert                |
|  | Sébastien Richard        | Parti québécois     |
|  | Lise Thériault (sortant) | Libéral             |

|  | Nom                      | Parti               |
|  | ------------------------ | ------------------- |
|  | Line Beauchamp (sortant) | Libéral             |
|  | Roland Carrier           | Parti québécois     |
|  | Enrico Gambardella       | Québec solidaire    |
|  | Guy Mailloux             | Action démocratique |

|  | Nom                  | Parti                        |
|  | -------------------- | ---------------------------- |
|  | Guy Boutin           | Action démocratique          |
|  | Gilbert Caron        | Vert                         |
|  | Maka Kotto (sortant) | Parti québécois              |
|  | Antonis Labbé        | Parti indépendantiste (2008) |
|  | Gaétan Legault       | Québec solidaire             |
|  | Pierre Mac Nicoll    | Libéral                      |

|  | Nom                        | Parti               |
|  | -------------------------- | ------------------- |
|  | Diane Charbonneau          | Action démocratique |
|  | Martin Cossette            | Libéral             |
|  | André Frappier             | Québec solidaire    |
|  | Daniel Hémond              | Vert                |
|  | Lisette Lapointe (sortant) | Parti québécois     |

|  | Nom                           | Parti               |
|  | ----------------------------- | ------------------- |
|  | Marie-Aude Ardizzon           | Parti québécois     |
|  | Lawrence S. Bergman (sortant) | Libéral             |
|  | Mathieu Lacombe               | Action démocratique |
|  | Jean-Christophe Mortreux      | Vert                |
|  | Abraham Weizfeld              | Québec solidaire    |

|  | Nom                      | Parti                        |
|  | ------------------------ | ---------------------------- |
|  | Françoise David          | Québec solidaire             |
|  | Nicolas Girard (sortant) | Parti québécois              |
|  | Caroline Giroux          | Action démocratique          |
|  | Jonathan Godin           | Parti indépendantiste (2008) |
|  | Édith Keays              | Libéral                      |
|  | Stephen Marchant         | Vert                         |

|  | Nom                  | Parti               |
|  | -------------------- | ------------------- |
|  | Jean-Lévis Champagne | Action démocratique |
|  | Christine Dandenault | Marxiste-léniniste  |
|  | Serge Mongeau        | Québec solidaire    |
|  | Carole Poirier       | Parti québécois     |
|  | Julie Tremblay       | Libéral             |
|  | Sylvie Woods         | Vert                |

|  | Nom                       | Parti               |
|  | ------------------------- | ------------------- |
|  | Marianne Breton Fontaine  | Québec solidaire    |
|  | Marsha Fine               | Marxiste-léniniste  |
|  | Olivier Gendreau          | Parti québécois     |
|  | Geoffrey Kelley (sortant) | Libéral             |
|  | Marie-Hélène Trudel       | Action démocratique |
|  | Ryan Young                | Vert                |

|  | Nom                 | Parti               |
|  | ------------------- | ------------------- |
|  | Garnet Colly        | Marxiste-léniniste  |
|  | Céline Giguère      | Québec solidaire    |
|  | Christine Normandin | Parti québécois     |
|  | Katia Proulx        | Indépendant         |
|  | Filomena Rotiroti   | Libéral             |
|  | Luigi Verrelli      | Action démocratique |

|  | Nom                    | Parti               |
|  | ---------------------- | ------------------- |
|  | Gaëtan Berard          | Vert                |
|  | Luigi De Benedictis    | Parti québécois     |
|  | Gaetano Giumento       | Action démocratique |
|  | Natacha Larocque       | Québec solidaire    |
|  | Tony Tomassi (sortant) | Libéral             |

|  | Nom                        | Parti               |
|  | -------------------------- | ------------------- |
|  | Badiona Bazin              | Parti québécois     |
|  | Ruba Ghazal                | Québec solidaire    |
|  | Michel Lemay               | Vert                |
|  | Peter Macrisopoulos        | Marxiste-léniniste  |
|  | Olivier Manceau            | Action démocratique |
|  | Michel Prairie             | Indépendant         |
|  | Gerry Sklavounos (sortant) | Libéral             |

|  | Nom                             | Parti               |
|  | ------------------------------- | ------------------- |
|  | Michel Beaudoin                 | Action démocratique |
|  | Monique Jérôme-Forget (sortant) | Libéral             |
|  | Félix Sylvestre-Kentzinger      | Parti québécois     |
|  | Elena Tapia                     | Québec solidaire    |

|  | Nom                       | Parti               |
|  | ------------------------- | ------------------- |
|  | Marc-Antoine Desjardins   | Action démocratique |
|  | Yves Le Seigle            | Marxiste-léniniste  |
|  | Catherine Major           | Parti québécois     |
|  | Réjean Malette            | Vert                |
|  | François Ouimet (sortant) | Libéral             |
|  | Manuel Teigeiro           | Québec solidaire    |

|  | Nom                   | Parti                        |
|  | --------------------- | ---------------------------- |
|  | Olivier Adam          | Vert                         |
|  | Catherine Edmond      | Libéral                      |
|  | Élisa Fortin-Toutant  | Action démocratique          |
|  | Amir Khadir           | Québec solidaire             |
|  | Jean-Marc Labrèche    | Parti indépendantiste (2008) |
|  | Daniel Turp (sortant) | Parti québécois              |

|  | Nom                     | Parti               |
|  | ----------------------- | ------------------- |
|  | Pierre Arcand (sortant) | Libéral             |
|  | Mario Bonenfant         | Vert                |
|  | Simon-Robert Chartrand  | Parti québécois     |
|  | Diane Johnston          | Marxiste-léniniste  |
|  | Robbie Mahood           | Québec solidaire    |
|  | Caroline Morgan         | Action démocratique |

|  | Nom                        | Parti               |
|  | -------------------------- | ------------------- |
|  | Yolande James (sortant)    | Libéral             |
|  | Elahé Machouf              | Québec solidaire    |
|  | François Savard            | Action démocratique |
|  | Jonathan Théorêt           | Vert                |
|  | Anaïs Valiquette-L'Heureux | Parti québécois     |

|  | Nom                 | Parti               |
|  | ------------------- | ------------------- |
|  | Matthew Conway      | Action démocratique |
|  | Fabrice Martel      | Parti québécois     |
|  | Peter McQueen       | Vert                |
|  | David Sommer Rovins | Indépendant         |
|  | Linda Sullivan      | Marxiste-léniniste  |
|  | Kathleen Weil       | Libéral             |

|  | Nom                       | Parti               |
|  | ------------------------- | ------------------- |
|  | Raymond Bachand (sortant) | Libéral             |
|  | May Chiu                  | Québec solidaire    |
|  | Christian Collard         | Action démocratique |
|  | Sophie Fréchette          | Parti québécois     |
|  | Maxime Simard             | Vert                |

|  | Nom                    | Parti               |
|  | ---------------------- | ------------------- |
|  | Gérald Briand          | Indépendant         |
|  | Xavier Daxhelet        | Vert                |
|  | Nicole Léger (sortant) | Parti québécois     |
|  | Marie Josèphe Pigeon   | Québec solidaire    |
|  | Geneviève Royer        | Marxiste-léniniste  |
|  | Gilbert Thibodeau      | Libéral             |
|  | Pierre Trudelle        | Action démocratique |

|  | Nom                     | Parti               |
|  | ----------------------- | ------------------- |
|  | Maryse Goulet           | Vert                |
|  | Sarah Landry            | Québec solidaire    |
|  | Alexandra Lauzon        | Action démocratique |
|  | Nicholas Lin            | Marxiste-léniniste  |
|  | Pierre Marsan (sortant) | Libéral             |
|  | Alexandra Pagé-Chassé   | Parti québécois     |

|  | Nom                | Parti               |
|  | ------------------ | ------------------- |
|  | Louise Beaudoin    | Parti québécois     |
|  | Stephane Chénier   | Marxiste-léniniste  |
|  | Audrey Serec       | Action démocratique |
|  | Nathalie Rivard    | Libéral             |
|  | François Saillant  | Québec solidaire    |
|  | Sylvain Valiquette | Vert                |

|  | Nom                        | Parti               |
|  | -------------------------- | ------------------- |
|  | Jean-Paul Bédard           | Marxiste-léniniste  |
|  | Marguerite Blais (sortant) | Libéral             |
|  | Frédéric Isaya             | Parti québécois     |
|  | Tim Landry                 | Vert                |
|  | Claude-Ludovic Mbany       | Action démocratique |
|  | Marie-Eve Rancourt         | Québec solidaire    |

|  | Nom                         | Parti               |
|  | --------------------------- | ------------------- |
|  | Fernand Deschamps           | Marxiste-léniniste  |
|  | Gabrielle Dufour-Turcotte   | Parti québécois     |
|  | Jacques P. Dupuis (sortant) | Libéral             |
|  | Jose Fiorilo                | Action démocratique |
|  | Bill Sloan                  | Québec solidaire    |

|  | Nom                    | Parti               |
|  | ---------------------- | ------------------- |
|  | Dominic Boisvert       | Action démocratique |
|  | Serge Lachapelle       | Marxiste-léniniste  |
|  | Martin Lemay (sortant) | Parti québécois     |
|  | Manon Massé            | Québec solidaire    |
|  | Annie Morel            | Vert                |
|  | Éric Prud'Homme        | Libéral             |

|  | Nom                              | Parti               |
|  | -------------------------------- | ------------------- |
|  | Sébastien Beausoleil             | Vert                |
|  | Mouscou Côté                     | Action démocratique |
|  | Henri-François Gautrin (sortant) | Libéral             |
|  | Richard Langais                  | Parti québécois     |
|  | Robert Lindblad                  | Indépendant         |
|  | Chantale Michaud                 | Québec solidaire    |
|  | Sylvie R. Tremblay               | Indépendant         |

|  | Nom                        | Parti               |
|  | -------------------------- | ------------------- |
|  | Martine Banolok            | Parti québécois     |
|  | Michel Cummings            | Vert                |
|  | Emmanuel Dubourg (sortant) | Libéral             |
|  | Rosa Matilde Dutra         | Québec solidaire    |
|  | Martin Fournier            | Action démocratique |

|  | Nom                        | Parti               |
|  | -------------------------- | ------------------- |
|  | Nadia Alexan               | Québec solidaire    |
|  | Jacques Chagnon (sortant)  | Libéral             |
|  | Patrick Daoust             | Vert                |
|  | Daniella Johnson-Meneghini | Parti québécois     |
|  | Léonidas Priftakis         | Action démocratique |

## Outaouais
|  | Nom              | Parti               |
|  | ---------------- | ------------------- |
|  | Marc Carrière    | Libéral             |
|  | Roger Fleury     | Vert                |
|  | Yves Morin       | Parti québécois     |
|  | Benoit Renaud    | Québec solidaire    |
|  | Pierre Soublière | Marxiste-léniniste  |
|  | Michel Soucy     | Indépendant         |
|  | Gilles Taillon   | Action démocratique |

|  | Nom                        | Parti               |
|  | -------------------------- | ------------------- |
|  | Serge Charette             | Action démocratique |
|  | Benoit Legros              | Marxiste-léniniste  |
|  | Stéphanie Vallée (sortant) | Libéral             |
|  | Thérèse Viel-Déry          | Parti québécois     |

|  | Nom                         | Parti                        |
|  | --------------------------- | ---------------------------- |
|  | Gilles Aubé                 | Parti québécois              |
|  | Bill Clennett               | Québec solidaire             |
|  | Renée Gagné                 | Action démocratique          |
|  | Maryse Gaudreault (sortant) | Libéral                      |
|  | Gabriel Girard-Bernier      | Marxiste-léniniste           |
|  | Jean-Roch Villemaire        | Parti indépendantiste (2008) |

|  | Nom                        | Parti               |
|  | -------------------------- | ------------------- |
|  | Françoise Breault          | Québec solidaire    |
|  | Christian-Simon Ferlatte   | Marxiste-léniniste  |
|  | Gilles Hébert              | Parti québécois     |
|  | Bruno Lemieux              | Action démocratique |
|  | Norman MacMillan (sortant) | Libéral             |
|  | Patrick Mailloux           | Vert                |

|  | Nom                          | Parti               |
|  | ---------------------------- | ------------------- |
|  | Lisa Leblanc                 | Marxiste-léniniste  |
|  | Charlotte L'Écuyer (sortant) | Libéral             |
|  | Gail Lemmon Walker           | Vert                |
|  | Nathalie Lepage              | Parti québécois     |
|  | Charmain Levy                | Québec solidaire    |
|  | Christian Toussaint          | Action démocratique |

## Abitibi-Témiscamingue
|  | Nom                          | Parti               |
|  | ---------------------------- | ------------------- |
|  | Lizon Boucher                | Québec solidaire    |
|  | Pierre Corbeil               | Libéral             |
|  | Samuel Dupras-Doroftei       | Action démocratique |
|  | Alexis Wawanoloath (sortant) | Parti québécois     |

|  | Nom                        | Parti                        |
|  | -------------------------- | ---------------------------- |
|  | Sebastien D'Astous         | Action démocratique          |
|  | François Gendron (sortant) | Parti québécois              |
|  | Claude Nelson Morin        | Libéral                      |
|  | Grégory Vézeau             | Parti indépendantiste (2008) |

|  | Nom                       | Parti               |
|  | ------------------------- | ------------------- |
|  | Paul-Émile Barbeau        | Action démocratique |
|  | Daniel Bernard            | Libéral             |
|  | Guy Leclerc               | Québec solidaire    |
|  | Johanne Morasse (sortant) | Parti québécois     |

## Côte-Nord
|  | Nom                        | Parti               |
|  | -------------------------- | ------------------- |
|  | Pierre Cormier             | Libéral             |
|  | Jacques Gélineau           | Vert                |
|  | Bernard Lefrancois         | Action démocratique |
|  | Olivier Noël               | Québec solidaire    |
|  | Lorraine Richard (sortant) | Parti québécois     |

|  | Nom                        | Parti               |
|  | -------------------------- | ------------------- |
|  | Marjolain Dufour (sortant) | Parti québécois     |
|  | Stéphane Lessard           | Québec solidaire    |
|  | Louis-Olivier Minville     | Action démocratique |
|  | Patrick Sullivan           | Libéral             |

- Voir Ungava dans la section Nord-du-Québec

## Nord-du-Québec
- Voir Duplessis dans la section Côte-Nord

|  | Nom                   | Parti               |
|  | --------------------- | ------------------- |
|  | Pascal Dion           | Action démocratique |
|  | Mélanie Dufour        | Québec solidaire    |
|  | Luc Ferland (sortant) | Parti québécois     |
|  | Pierre Gaudreault     | Libéral             |
|  | Gilbert Hamel         | Indépendant         |

## Gaspésie—Îles-de-la-Madeleine
|  | Nom                           | Parti               |
|  | ----------------------------- | ------------------- |
|  | Patricia Chartier             | Québec solidaire    |
|  | Marcel Landry                 | Parti québécois     |
|  | Nathalie Normandeau (sortant) | Libéral             |
|  | Denise Porlier                | Action démocratique |

|  | Nom                  | Parti               |
|  | -------------------- | ------------------- |
|  | Annie Chouinard      | Parti québécois     |
|  | Marcelle Guay        | Action démocratique |
|  | Georges Mamelonet    | Libéral             |
|  | Simon Tremblay-Pepin | Québec solidaire    |

|  | Nom              | Parti               |
|  | ---------------- | ------------------- |
|  | Jacques Bourbeau | Québec solidaire    |
|  | Germain Chevarie | Libéral             |
|  | Patrick Leblanc  | Action démocratique |
|  | Jeannine Richard | Parti québécois     |
|  | Nicolas Tremblay | Vert                |

|  | Nom                     | Parti               |
|  | ----------------------- | ------------------- |
|  | Gilles Arteau           | Québec solidaire    |
|  | Pascal Bérubé (sortant) | Parti québécois     |
|  | Denis Paquette          | Action démocratique |
|  | Éric Plourde            | Libéral             |

## Chaudière-Appalaches
|  | Nom                     | Parti               |
|  | ----------------------- | ------------------- |
|  | Janvier Grondin         | Action démocratique |
|  | Émilie Guimond-Bélanger | Québec solidaire    |
|  | Richard Lehoux          | Libéral             |
|  | Mireille Mercier-Roy    | Parti québécois     |
|  | Francis Paré            | Vert                |
|  | Benoît Roy              | Indépendant         |

|  | Nom                    | Parti               |
|  | ---------------------- | ------------------- |
|  | Francis Cossette       | Vert                |
|  | André Côté             | Parti québécois     |
|  | Léo Doyon              | Indépendant         |
|  | Robert Dutil           | Libéral             |
|  | Claude Morin (sortant) | Action démocratique |
|  | Anne-Marie Provost     | Québec solidaire    |

|  | Nom                     | Parti               |
|  | ----------------------- | ------------------- |
|  | Jerry Beaudoin          | Parti québécois     |
|  | Jean-Nicolas Denis      | Québec solidaire    |
|  | Jean Domingue (sortant) | Action démocratique |
|  | Dominique Vien          | Libéral             |

|  | Nom                   | Parti               |
|  | --------------------- | ------------------- |
|  | Hélène Côté-Brochu    | Québec solidaire    |
|  | Marie Deraîche        | Parti québécois     |
|  | Marc Picard (sortant) | Action démocratique |
|  | Réal St-Laurent       | Libéral             |

|  | Nom                       | Parti                        |
|  | ------------------------- | ---------------------------- |
|  | Martin Duranleau          | Parti indépendantiste (2008) |
|  | Juliette Jalbert          | Parti québécois              |
|  | Claudette Lambert         | Québec solidaire             |
|  | Laurent Lessard (sortant) | Libéral                      |
|  | Paul-André Proulx         | Action démocratique          |

- Voir Kamouraska-Témiscouata dans la section Bas-Saint-Laurent

|  | Nom                          | Parti               |
|  | ---------------------------- | ------------------- |
|  | Jimmy Grenier                | Parti québécois     |
|  | Valérie C. Guilloteau        | Québec solidaire    |
|  | Gilles Lehouillier           | Libéral             |
|  | Christian Lévesque (sortant) | Action démocratique |

|  | Nom                  | Parti               |
|  | -------------------- | ------------------- |
|  | Julie Champagne      | Libéral             |
|  | Guillaume Dorval     | Québec solidaire    |
|  | Sylvie Roy (sortant) | Action démocratique |
|  | Guy St-Pierre        | Parti québécois     |

|  | Nom                     | Parti               |
|  | ----------------------- | ------------------- |
|  | Bernard Beaulieu        | Québec solidaire    |
|  | Guy Bélanger            | Parti québécois     |
|  | Norbert Morin (sortant) | Libéral             |
|  | Richard Piper           | Vert                |
|  | Claude Roy              | Action démocratique |

- Voir Richmond dans la section Centre-du-Québec

## Laval
|  | Nom                     | Parti               |
|  | ----------------------- | ------------------- |
|  | Francine Bellerose      | Québec solidaire    |
|  | Jonathan Cyr            | Parti québécois     |
|  | Josée Granger           | Action démocratique |
|  | Guy Ouellette (sortant) | Libéral             |
|  | Christian Picard        | Vert                |
|  | Polyvios Tsakanikas     | Marxiste-léniniste  |

|  | Nom                           | Parti               |
|  | ----------------------------- | ------------------- |
|  | Erika Alvarez                 | Vert                |
|  | Pierre Brien                  | Québec solidaire    |
|  | Michelle Courchesne (sortant) | Libéral             |
|  | Tom Pentefountas              | Action démocratique |
|  | François-Gycelain Rocque      | Parti québécois     |

|  | Nom                    | Parti                        |
|  | ---------------------- | ---------------------------- |
|  | Yvon Breton            | Marxiste-léniniste           |
|  | Marc Demers            | Parti québécois              |
|  | Sylvie Des Rochers     | Québec solidaire             |
|  | Mathieu Desbiens       | Parti indépendantiste (2008) |
|  | Jacques Frigon         | Indépendant                  |
|  | Robert Goulet          | Action démocratique          |
|  | Alain Paquet (sortant) | Libéral                      |
|  | Nicholas Sarrazin      | Vert                         |

|  | Nom                   | Parti               |
|  | --------------------- | ------------------- |
|  | Nicole Bellerose      | Québec solidaire    |
|  | Donato Centomo        | Parti québécois     |
|  | Francine Charbonneau  | Libéral             |
|  | Maude Delangis        | Vert                |
|  | Isabelle Gérin-Lajoie | Indépendant         |
|  | Régent Millette       | Indépendant         |
|  | Pierre Tremblay       | Action démocratique |

|  | Nom                       | Parti               |
|  | ------------------------- | ------------------- |
|  | Vincent Auclair (sortant) | Libéral             |
|  | Audrey Boisvert           | Québec solidaire    |
|  | Pierre Brien              | Action démocratique |
|  | Rachel Demers             | Parti québécois     |

## Lanaudière
|  | Nom                         | Parti               |
|  | --------------------------- | ------------------- |
|  | Yvan Beaudry                | Vert                |
|  | François Benjamin (sortant) | Action démocratique |
|  | Normand Blackburn           | Libéral             |
|  | Jocelyne Dupuis             | Québec solidaire    |
|  | André Villeneuve            | Parti québécois     |

- Voir Bertrand dans la section Laurentides

|  | Nom                      | Parti               |
|  | ------------------------ | ------------------- |
|  | Pascal Beaupré (sortant) | Action démocratique |
|  | Véronique Hivon          | Parti québécois     |
|  | Pablo Lugo-Herrera       | Indépendant         |
|  | Christian Trudel         | Libéral             |
|  | Flavie Trudel            | Québec solidaire    |

|  | Nom                    | Parti                        |
|  | ---------------------- | ---------------------------- |
|  | Fanny Bérubé           | Parti indépendantiste (2008) |
|  | Christian Gauthier     | Libéral                      |
|  | Olivier Huard          | Québec solidaire             |
|  | Éric Laporte (sortant) | Action démocratique          |
|  | Chantal Latour         | Vert                         |
|  | Scott McKay            | Parti québécois              |

|  | Nom                         | Parti                        |
|  | --------------------------- | ---------------------------- |
|  | Ginette Grandmont (sortant) | Action démocratique          |
|  | David Grégoire              | Libéral                      |
|  | Bertrand Lefebvre           | Parti indépendantiste (2008) |
|  | Michel Paulette             | Vert                         |
|  | Gabriel Poirier             | Québec solidaire             |
|  | Guillaume Tremblay          | Parti québécois              |

|  | Nom                        | Parti               |
|  | -------------------------- | ------------------- |
|  | Michel Fafard              | Libéral             |
|  | François Legault (sortant) | Parti québécois     |
|  | François Lépine            | Québec solidaire    |
|  | Jean-Pierre Parrot         | Action démocratique |
|  | J. Michel Popik            | Vert                |

|  | Nom                              | Parti               |
|  | -------------------------------- | ------------------- |
|  | Yoland Gilbert                   | Vert                |
|  | Chantal Leblanc                  | Libéral             |
|  | Sabrina Perreault                | Québec solidaire    |
|  | Jean-François Therrien (sortant) | Action démocratique |
|  | Mathieu Traversy                 | Parti québécois     |

## Laurentides
|  | Nom                      | Parti               |
|  | ------------------------ | ------------------- |
|  | Loïc Kauffeisen          | Québec solidaire    |
|  | Michael Perzow           | Action démocratique |
|  | Claude Sabourin          | Vert                |
|  | John Saywell             | Parti québécois     |
|  | David Whissell (sortant) | Libéral             |

|  | Nom                        | Parti               |
|  | -------------------------- | ------------------- |
|  | Diane Bellemare            | Action démocratique |
|  | Claude Cousineau (sortant) | Parti québécois     |
|  | Michelle L. Déry           | Vert                |
|  | Mylène Jaccoud             | Québec solidaire    |
|  | Isabelle Lord              | Libéral             |

|  | Nom                      | Parti               |
|  | ------------------------ | ------------------- |
|  | Johanne Berthiaume       | Libéral             |
|  | Francis Gagnon-Bergmann  | Québec solidaire    |
|  | Pierre Gingras (sortant) | Action démocratique |
|  | Daniel Ratthé            | Parti québécois     |
|  | Michel Sigouin           | Vert                |

|  | Nom                     | Parti               |
|  | ----------------------- | ------------------- |
|  | Benoît Charette         | Parti québécois     |
|  | Marie-France Daoust     | Libéral             |
|  | Julien Demers           | Québec solidaire    |
|  | Lucie Leblanc (sortant) | Action démocratique |
|  | Guy Rainville           | Vert                |

|  | Nom                      | Parti                        |
|  | ------------------------ | ---------------------------- |
|  | Carmen Brisebois         | Vert                         |
|  | René Gauvreau            | Parti québécois              |
|  | Sébastien Hotte          | Parti indépendantiste (2008) |
|  | Linda Lapointe (sortant) | Action démocratique          |
|  | Monique Laurin           | Libéral                      |
|  | Adam Veilleux            | Québec solidaire             |

|  | Nom                    | Parti               |
|  | ---------------------- | ------------------- |
|  | François Beauchamp     | Vert                |
|  | Deborah Bélanger       | Libéral             |
|  | Luc Boisjoli           | Québec solidaire    |
|  | Claude Ouellette       | Action démocratique |
|  | Sylvain Pagé (sortant) | Parti québécois     |

|  | Nom                           | Parti               |
|  | ----------------------------- | ------------------- |
|  | Denise Beaudoin               | Parti québécois     |
|  | Simon Cadieux                 | Vert                |
|  | Ritha Cossette                | Libéral             |
|  | François Desrochers (sortant) | Action démocratique |
|  | Kim Joly                      | Québec solidaire    |

|  | Nom                       | Parti               |
|  | ------------------------- | ------------------- |
|  | Bernard Antoun            | Vert                |
|  | Lise Boivin               | Québec solidaire    |
|  | Martin Camirand (sortant) | Action démocratique |
|  | Jacques Gariépy           | Libéral             |
|  | Gilles Robert             | Parti québécois     |

- Voir Rousseau dans la section Lanaudière

## Montérégie
|  | Nom                    | Parti               |
|  | ---------------------- | ------------------- |
|  | Michael Betts          | Action démocratique |
|  | Christian Grenon       | Indépendant         |
|  | Maxime Larue Bourdages | Québec solidaire    |
|  | Guy Leclair            | Parti québécois     |
|  | Louis-Charles Roy      | Libéral             |
|  | Stéphanie Théorêt      | Vert                |

|  | Nom                    | Parti                        |
|  | ---------------------- | ---------------------------- |
|  | Marco Caron            | Vert                         |
|  | Jacques Charbonneau    | Libéral                      |
|  | Pierre Curzi (sortant) | Parti québécois              |
|  | Jean Dion              | Action démocratique          |
|  | Michel Lepage          | Parti indépendantiste (2008) |
|  | Éric Noël              | Québec solidaire             |

- Voir Brome-Missisquoi dans la section Estrie

|  | Nom                       | Parti                        |
|  | ------------------------- | ---------------------------- |
|  | Stéphanie Doyon           | Libéral                      |
|  | Ghislain Lebel            | Parti indépendantiste (2008) |
|  | Nicholas Lescarbeau       | Vert                         |
|  | Richard Merlini (sortant) | Action démocratique          |
|  | Jocelyn Roy               | Québec solidaire             |
|  | Bertrand St-Arnaud        | Parti québécois              |

|  | Nom                     | Parti                        |
|  | ----------------------- | ---------------------------- |
|  | Nicole Caron            | Parti indépendantiste (2008) |
|  | Johanne Côté            | Vert                         |
|  | Hélène Héroux           | Marxiste-léniniste           |
|  | Pierre Moreau (sortant) | Libéral                      |
|  | Michel Pinard           | Parti québécois              |
|  | Véronique Pronovost     | Québec solidaire             |
|  | Geneviève Tousignant    | Action démocratique          |

|  | Nom                        | Parti               |
|  | -------------------------- | ------------------- |
|  | Stéphane Billette          | Libéral             |
|  | Albert De Martin (sortant) | Action démocratique |
|  | Joan Gosselin              | Parti québécois     |
|  | Stéphane Thellen           | Québec solidaire    |

|  | Nom                   | Parti               |
|  | --------------------- | ------------------- |
|  | Guy Berger            | Vert                |
|  | Marie Bouillé         | Parti québécois     |
|  | Lyne Denechaud        | Action démocratique |
|  | André Dupuis          | Québec solidaire    |
|  | André Riedl (sortant) | Libéral             |

|  | Nom                        | Parti               |
|  | -------------------------- | ------------------- |
|  | Étienne-Alexis Boucher     | Parti québécois     |
|  | Éric Charbonneau (sortant) | Action démocratique |
|  | Pierre-Olivier Jetté       | Vert                |
|  | Colombe Landry             | Québec solidaire    |
|  | Denis Morin                | Libéral             |

|  | Nom                          | Parti               |
|  | ---------------------------- | ------------------- |
|  | Marc-André Beauchemin        | Action démocratique |
|  | Nadine Beaudoin              | Québec solidaire    |
|  | Jocelyne Duguay-Varfalvy     | Parti québécois     |
|  | Fatima Houda-Pepin (sortant) | Libéral             |
|  | Serge Patenaude              | Marxiste-léniniste  |

|  | Nom                     | Parti               |
|  | ----------------------- | ------------------- |
|  | Alain Dépatie           | Action démocratique |
|  | Nicole Ménard (sortant) | Libéral             |
|  | Richard Morisset        | Vert                |
|  | Robert Pellan           | Parti québécois     |
|  | Michèle St-Denis        | Québec solidaire    |

|  | Nom                            | Parti               |
|  | ------------------------------ | ------------------- |
|  | Normand Chouinard              | Marxiste-léniniste  |
|  | Danielle Maire                 | Québec solidaire    |
|  | Martin McNeil                  | Indépendant         |
|  | François Rebello               | Parti québécois     |
|  | Monique Roy Verville (sortant) | Action démocratique |
|  | Marc Savard                    | Libéral             |

|  | Nom                            | Parti               |
|  | ------------------------------ | ------------------- |
|  | Hugo Bergeron                  | Québec solidaire    |
|  | Simon-Pierre Diamond (sortant) | Action démocratique |
|  | Thomas Goyette-Levac           | Vert                |
|  | Jean-Robert Grenier            | Libéral             |
|  | Monique Richard                | Parti québécois     |

|  | Nom                          | Parti                        |
|  | ---------------------------- | ---------------------------- |
|  | Roger Dagenais               | Action démocratique          |
|  | Bernard Drainville (sortant) | Parti québécois              |
|  | Réal Langelier               | Vert                         |
|  | Yves Ménard                  | Parti indépendantiste (2008) |
|  | Isabelle Mercille            | Libéral                      |
|  | Sébastien Robert             | Québec solidaire             |

- Voir Nicolet-Yamaska dans la section Centre-du-Québec

|  | Nom                      | Parti               |
|  | ------------------------ | ------------------- |
|  | Christian Cournoyer      | Libéral             |
|  | Patrick Fournier         | Action démocratique |
|  | Patrick Lamothe          | Vert                |
|  | Paul Martin              | Québec solidaire    |
|  | Sylvain Simard (sortant) | Parti québécois     |

|  | Nom                       | Parti               |
|  | ------------------------- | ------------------- |
|  | Louis-Pierre Beaudry      | Vert                |
|  | Claude Corbeil            | Libéral             |
|  | Richard Gingras           | Québec solidaire    |
|  | Claude L'Écuyer (sortant) | Action démocratique |
|  | Émilien Pelletier         | Parti québécois     |

|  | Nom                     | Parti                        |
|  | ----------------------- | ---------------------------- |
|  | Éric Beaudry            | Vert                         |
|  | Danielle Desmarais      | Québec solidaire             |
|  | Lucille Méthé (sortant) | Action démocratique          |
|  | Jean-Pierre Paquin      | Libéral                      |
|  | Martin Rioux            | Parti indépendantiste (2008) |
|  | Guillaume Tremblay      | Indépendant                  |
|  | Dave Turcotte           | Parti québécois              |

|  | Nom                          | Parti               |
|  | ---------------------------- | ------------------- |
|  | Jean-François Arsenault      | Parti québécois     |
|  | François Bonnardel (sortant) | Action démocratique |
|  | Martin Giard                 | Vert                |
|  | Ginette Moreau               | Québec solidaire    |
|  | Lucie Piédalue               | Indépendant         |
|  | Jean-Claude Tremblay         | Libéral             |

|  | Nom                        | Parti               |
|  | -------------------------- | ------------------- |
|  | Lucie Charlebois (sortant) | Libéral             |
|  | Louisanne Chevrier         | Parti québécois     |
|  | Denis Eperjesy             | Vert                |
|  | Daniel Lavigne             | Action démocratique |
|  | Jonathan Vallée-Payette    | Québec solidaire    |

|  | Nom                     | Parti                        |
|  | ----------------------- | ---------------------------- |
|  | Richard Bélisle         | Libéral                      |
|  | Simon Bernier           | Vert                         |
|  | Manon Blanchard         | Québec solidaire             |
|  | Marie Malavoy (sortant) | Parti québécois              |
|  | Karine Simard           | Action démocratique          |
|  | Éric Tremblay           | Parti indépendantiste (2008) |

|  | Nom                      | Parti               |
|  | ------------------------ | ------------------- |
|  | Camil Bouchard (sortant) | Parti québécois     |
|  | Jean-François Denis      | Action démocratique |
|  | Denis Durand             | Vert                |
|  | Vincent Lagacé           | Québec solidaire    |
|  | Georges Painchaud        | Libéral             |

|  | Nom                    | Parti               |
|  | ---------------------- | ------------------- |
|  | Lucie Boudreault       | Action démocratique |
|  | Maria Pia Chavez       | Québec solidaire    |
|  | Kevin Côté             | Indépendant         |
|  | Julien Leclerc         | Vert                |
|  | Yvon Marcoux (sortant) | Libéral             |
|  | Gilles Paquette        | Parti république    |
|  | Claude Turcotte        | Parti québécois     |

|  | Nom                         | Parti                        |
|  | --------------------------- | ---------------------------- |
|  | Yvon Sylva Aubé             | Parti indépendantiste (2008) |
|  | Stéphane Bergeron (sortant) | Parti québécois              |
|  | Daniel Castonguay           | Action démocratique          |
|  | Lynda Gadoury               | Québec solidaire             |
|  | Christine Hayes             | Vert                         |
|  | Vincent Sabourin            | Libéral                      |

## Centre-du-Québec
|  | Nom                          | Parti               |
|  | ---------------------------- | ------------------- |
|  | Claude Bachand               | Libéral             |
|  | Catherine Coutel             | Parti québécois     |
|  | François Fillion             | Vert                |
|  | Bill Ninacs                  | Québec solidaire    |
|  | Jean-François Roux (sortant) | Action démocratique |

|  | Nom                              | Parti               |
|  | -------------------------------- | ------------------- |
|  | Yves-François Blanchet           | Parti québécois     |
|  | Luce Daneau                      | Québec solidaire    |
|  | Sébastien Schneeberger (sortant) | Action démocratique |
|  | Jacques Sigouin                  | Libéral             |

- Pour Johnson voir la section sur la Montégérie
- Pour Lotbinière voir la section sur la Chaudière-Appalaches

|  | Nom                   | Parti               |
|  | --------------------- | ------------------- |
|  | Jean-Martin Aussant   | Parti québécois     |
|  | Éric Dorion (sortant) | Action démocratique |
|  | Mario Landry          | Libéral             |
|  | Marianne Mathis       | Québec solidaire    |

|  | Nom                     | Parti               |
|  | ----------------------- | ------------------- |
|  | Jean-Philippe Hamel     | Action démocratique |
|  | Martyne Prévost         | Parti québécois     |
|  | Michel Reesor (sortant) | Québec solidaire    |
|  | Yvon Vallières          | Libéral             |